# 黄鸿宁
黄鸿宁（1915年—？），男，广东南海人，中国化工专家，曾任化工部副总工程师，第五届全国人大代表，第六届全国政协委员。